# Instasamka

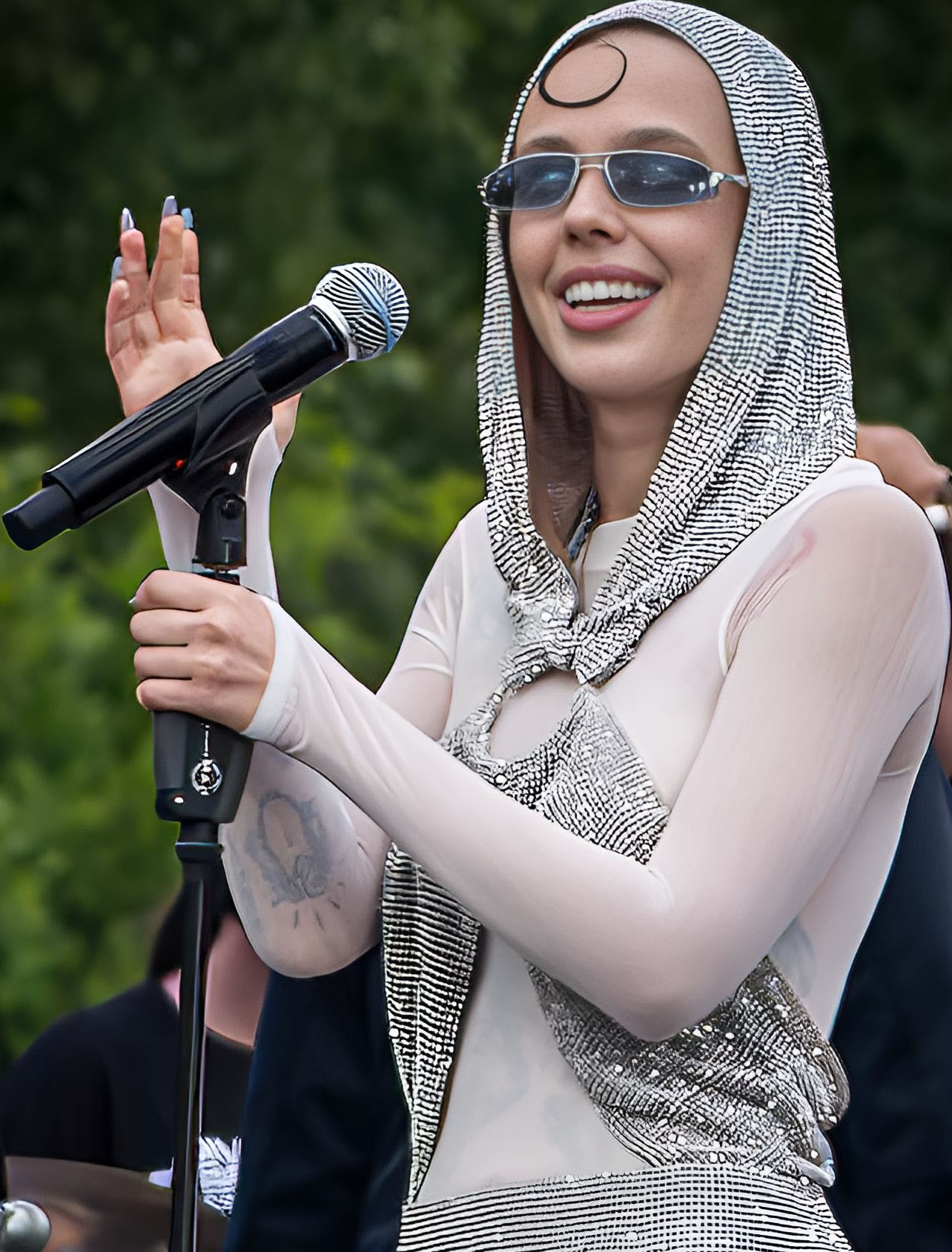
Instasamka in Sankt Petersburg (2023)

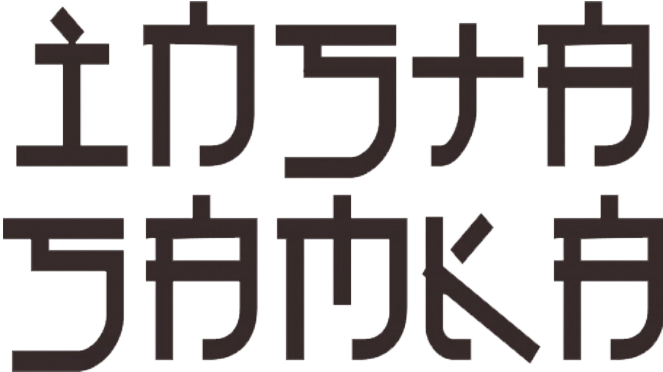
Instasamkas Logo

Instasamka (russisch Инстасамка, bürgerlich Darja Jewgenjewna Sotejewa, russisch Дарья Евгеньевна Зотеева, * 11. Mai 2000 in Tobolsk, Oblast Tjumen, Russland) ist eine russische Bloggerin, Rapperin und Schriftstellerin.

## Biografie
Einige Jahre nach ihrer Geburt zog die Familie nach Tschechow und später nach Moskau. In der Schule wurde sie oft Opfer von Mobbing. Nach der Schule ging sie auf eine Universität. 2016 entschied sie sich dazu, eine Seite in sozialen Netzwerken zu erstellen. Zunächst sprach sie über sich und ihr Leben. Als die Zahl der Abonnenten langsam wuchs, kam ihr die Idee, dass die Menschen Provokationen und negative Emotionen brauchten. Sie nahm das Pseudonym Presidentscha an und begann, gesellschaftlich bedeutsame Ereignisse zu kommentieren. Eines der ersten Videos, das viral ging, war ein Video über die Brandkatastrophe in Kemerowo. Sie drehte auch kurze Sketche über ihr Leben und nahm Duette mit anderen Bloggern auf.
Bald änderte sie ihr Pseudonym in Instasamka und schuf das Bild einer skandalösen, trotzigen Person. Zusätzlich zum Blog betrieb sie einen Kanal auf Telegram und erstellte Videos für TikTok. Sie engagierte sich auch aktiv in der Musik. Die ersten Titel wurden 2019 veröffentlicht und sie tourte durch 36 russische Städte. Ihre Popularität wuchs schnell. Sie wurde ein häufiger Gast in YouTube-Sendungen und große Unternehmen begannen mit ihr zusammenzuarbeiten. Sie besuchte ein Waisenhaus und ein Tierheim, jedoch wurden ihre Motive infrage gestellt, da sie auch Taten beging, um einen Hype zu generieren. Zum Beispiel verursachte sie Unfälle, inszenierte einen Raubüberfall in ihrer Wohnung und beleidigte andere Menschen wiederholt. Laut Sotejewa ist Instasamka nur ein kommerzielles Projekt, so dass sie selbst als Person nicht anhand ihres Bühnenbildes beurteilt werden könne.
Im Oktober 2020 veröffentlichte Sotejewa das Buch Chaip w Instagram: rasgowor po faktam (Hype auf Instagram: Über Fakten reden). Es handelt über ihr Leben und die Schwierigkeiten, die sie überwinden musste. Im September 2021 trat sie in Kiew auf. Bis Anfang 2023 hatte Sotejewa acht Alben veröffentlicht. Ihr Musikstil wird dem Trap zugerechnet. Seit 2021 unternahm sie jährlich gesamtrussische Konzerttourneen. Im Juli 2023 trat sie auf dem VK Fest in Moskau und Sankt Petersburg auf. 2024 wurde ihre Tour auf Wunsch sozialer Aktivisten abgesagt, die die Unmoral in Sotejewas Texten beklagten. Gleichzeitig unterstützte sie nach Angaben ihrer Veranstalter selbst die Absage der Tour, da sie angeblich in naher Zukunft einen Imagewechsel vorhabe. Sie werde provokative Texte aufgeben und anfangen, sich an ein älteres Publikum zu wenden.

## Diskografie

### Studioalben
- 2019: Tripl Malysch
- 2019: Born To Flex
- 2020: Semeiny Bisnes
- 2020: Mamacita
- 2020: Spassibo Papascha
- 2021: Moneydealer
- 2022: Queen Of Rap
- 2022: Popstar

### Remix-Alben
- 2023: Sped Up Album

### EPs
- 2024: Бумеры и зумеры

### Singles (Auswahl)
- 2020: Uebok (Gotta Run) (mit Apashe)
- 2021: Juicy
- 2021: Lipsi Ha
- 2021: И чтоэ
- 2022: Moneyken Love
- 2022: Popstar
- 2022: За деньги да
- 2022: Kak Mommy
- 2023: Отключаю телефон

## Bibliografie
- Chaip w Instagram: rasgowor po faktam (Hype auf Instagram: Über Fakten reden), АСТ, 2021, ISBN 978-5-04-321932-9